# Carro Quemado
Carro Quemado é um município da província de La Pampa, na Argentina.